# Богданова, Александра Прокофьевна
Александра Прокофьевна Богданова, в девичестве — Губанова (1928, Орловская область) — звеньевая свиноводческого совхоза «Металлист» Министерства совхозов СССР, Амвросиевский район Сталинской области, Украинская ССР. Герой Социалистического Труда (1949).

## Биография
Родилась в 1928 году в крестьянской семье в одном из сельских населённых пунктов Орловской области. В послевоенное время возглавляла полеводческое комсомольско-молодёжное звено в свиноводческом совхозе «Металлист» Амвросиевского района с центральной усадьбой в посёлке Войковский Амвросиевского района.
Звено под её руководством ежегодно показывало высокие трудовые результаты. В 1948 году было звено собрало в среднем с каждого гектара по 32,07 центнеров пшеницы на участке площадью 37,5 гектаров. Указом Президиума Верховного Совета СССР от 6 апреля 1949 года удостоена звания Героя Социалистического Труда за «получение высоких урожаев пшеницы и кукурузы при выполнении совхозом плана сдачи государству сельскохозяйственных продуктов в 1948 году и обеспеченности семенами всех культур в размере полной потребности для весеннего сева 1949 года» с вручением ордена Ленина и золотой медали «Серп и Молот» (№ 3263).
Этим же указом званием Героя Социалистического Труда были награждены директор совхоза «Металлист» Пётр Борисович Янатьев, старший агроном Сергей Иосифович Сологубов, труженики совхоза звеньевые Анна Мироновна Красюк, Пелагея Ивановна Любомищенко и Мария Николаевна Мёд.
За выдающиеся трудовые результаты по итогам работы в годы Десятой пятилетки (1976—1980) была награждена Орденом Трудового Красного Знамени.
После выхода на пенсию проживала в Амвросиевском районе.

## Награды
- Герой Социалистического Труда
- Орден Ленина
- Орден Трудового Красного Знамени (06.03.1981)